# Vestveggen
Die Vestveggen (norwegisch für Westwand) ist eine 4 km lange Felswand auf der antarktischen Peter-I.-Insel. Sie ragt östlich des Toftebreen und des Gletscherhangs Sprekkehallet auf der Westseite der Insel auf.
Wissenschaftler des Norwegischen Polarinstituts benannten sie 1987.